# Рихард IV фон Даун
Рихард IV фон Даун (на немски: Richard IV von Daun; † 1319) е рицар, господар от фамилята Даун и сенешал на Даун в Хунсрюк, Рейнланд-Пфалц.

## Произход
Той е син на Хайнрих III фон Даун († сл. 1293). Брат е на Герхард фон Даун († сл. 1325), монах в Щабло (1313 – 1325). Внук е на Хайнрих II фон Даун, маршалл на Люксембург († 1256) и Собелия фон Линстер († сл. 1256). Правнук е на Рихард III фон Даун († сл. 1189).

## Фамилия
Рихард IV фон Даун се жени пр. 23 май 1293 г. за Луция фон Родемахерн († сл. 1325), дъщеря на Гилес II фон Родемахерн († сл. 18 март 1304), сенешал и маршал на Люксембург, и София († 1312). Те имат трима сина:
- Гилес (Агидиус) фон Даун († 6 октомври 1353, погребан в Шпрингирсбах), женен пр. 1325 г. за Кунигунда фон Вирнебург († сл. 1353), дъщеря на граф Рупрехт III фон Вирнебург († 1352), маршал на Вестфалия; имат осем деца
- Хайнрих фон Даун († 25 март 1331)
- Гобелинус фон Даун († 25 март 1331)